# (10017) Jaotsungi
(10017) Jaotsungi – planetoida pasa głównego okrążająca Słońce w ciągu 3 lat i 84 dni w średniej odległości 2,19 j.a. Została odkryta 30 października 1978 roku w Obserwatorium Astronomicznym Zijinshan. Nazwa planetoidy pochodzi od Jao Tsung-i (1917–2018), światowej sławy sinologa. Przed nadaniem nazwy planetoida nosiła oznaczenie tymczasowe (10017) 1978 UP2.